# Lizzie Williams
Pour les articles homonymes, voir Betty Williams (homonymie) et Williams.
Elizabeth Williams dit Lizzie Williams, née le 15 août 1983 dans l'État de Victoria, est une coureuse cycliste australienne. Professionnelle en 2003, elle interrompt sa carrière pendant dix ans, avant de reprendre en 2014 la compétition.

## Biographie
Elle a six frères et commence le BMX alors qu'elle est à l'école primaire. Ce n'est qu'à la fin de son adolescence qu'elle montre des prédispositions au cyclisme. Elle court sur piste à l'époque. Elle effectue sa première saison sur route en 2002. Elle étudie en parallèle à l'Université de Victoria où elle est entraînée par Simon Sostaric et fait partie du club de Carnegie Caulfield. Elle remporte à l'époque le championnat d'Australie du critérium en devançant au sprint Rochelle Gilmore et Kate Bates. 
Elle décide toutefois d'arrêter sa carrière pour se concentrer sur ses études. Elle devient enseignante et joue au football australien.
En 2013, elle s'entraîne pour faire un semi-Ironman et participe à l'Amy’s Gran Fondo en septembre. Elle décide alors de reprendre le cyclisme en compétition. Elle participe au National Road Series australien. Elle court ensuite deux mois avec l'équipe Vanderkitten en Amérique du Nord et réalise immédiatement de nombreux top dix.
Ses résultats sont rapidement remarqués et elle obtient la bourse Amy Gillett qui lui permet de participer au Tour de Thuringe et à La Course by Le Tour de France avec l'équipe d'Australie,. Elle fait alors partie du club de Brunswick. Elle termine quatrième du Trophée d'Or. Elle dit avoir beaucoup progressé durant la saison.
En 2015, elle intègre l'équipe Orica-AIS.

## Palmarès sur route

### Par années
- 2003
  -  Championne d'Australie du critérium
- 2015
  - Grand Prix Cham-Hagendorn
  - 2e du championnat d'Océanie sur route
  - 9e du Tour de Bochum (Cdm)
- 2016
  - 3e étape du Santos Women's Tour
  - 2e du championnat d'Australie du critérium
- 2017
  - 2e du Dana Point Grand Prix
  - 3e de la Clarendon Cup

### Classements mondiaux
| Année                                 | 2014 | 2015 | 2016 | 2017 |
| ------------------------------------- | ---- | ---- | ---- | ---- |
| Classement UCI                        | 52e  | 50e  | 179e | 100e |
| UCI World Tour                        |      |      | 129e | 103e |
|                                       |      |      |      |      |
| Légende : nc = non classéSource : UCI |      |      |      |      |

## Distinctions
- Cycliste de Victoria de l'année 2015[1].